# Maria Sobańska
Maria Zofia Teodozja Sobańska z Górskich herbu Bożawola, ps. Krempski (ur. 13 września 1865 w Warszawie, zm. 8 marca 1951 tamże) – polska działaczka społeczna i charytatywna, hrabina, organizatorka warszawskiego życia towarzyskiego, wiceprzewodnicząca warszawskiego oddziału Narodowej Organizacji Kobiet.

## Życiorys
Dzieciństwo spędziła w rodzinnym majątku Motkowice w powiecie jędrzejowskim. Studiowała jako wolna słuchaczka na Wydziale Filozoficznym Uniwersytetu Lwowskiego. Uzdolniona muzycznie, brała lekcje śpiewu u Edwarda Reszkego. W wyniku zamążpójścia przeniosła się do majątku męża w Guzowie. W 1895 była opiekunką główną Towarzystwa Przytułku św. Franciszka Salezego w Warszawie. Po śmierci męża w 1909 przeniosła się do Warszawy, gdzie prowadziła salon literacki. Od 1910 wraz ze Stanisławem Wojciechowskim współredagowała tygodnik „Społem". W tym samym czasie włączyła się w działalność Towarzystwa Opieki nad Więźniami „Patronat".
Na jesieni 1914 została sekretarką zarządu Komitetu Opieki nad Jeńcami Polakami, Czechami i innymi Słowianami. Organizowała pomoc rzeczową i materialną dla jeńców armii austro-węgierskiej i niemieckiej. W końcu marca 1915 wraz z Janem Czarnowskim wyjechała z ramienia Komitetu na Syberię i dotarła do skupisk jenieckich, m.in. w okolicach Tomska, Krasnojarska i Irkucka. Organizowali oni bezpłatne kuchnie i przekazywali fundusze na ich prowadzenie, na zakup bielizny i ubrania, a przede wszystkim starali się o zezwolenie na wyjazd jeńców do europejskich guberni rosyjskich. Po powrocie z Syberii zamieszkała w Piotrogrodzie, gdzie w jesieni 1915 została członkiem zarządu Wydziału Opieki Komitetu Obywatelskiego, w którym zajmowała się ochronkami i szkołami polskimi. Była również członkiem zarządu Centralnego Schroniska dla Bezdomnych Polaków. W 1916 została na krótko aresztowana w Piotrogrodzie. W okresie rewolucji październikowej z ramienia Komendy Głównej Polskiej Konfederacji Wojskowej przewoziła rozkazy do dowództwa Legionu Polskiego w Finlandii. W 1918, w czasie ewakuacji rozproszonych oddziałów polskich do punktów ewakuacyjnych w Finlandii w Murmańsku, ukrywała w swoim domu przewożonych przez Piotrogród oficerów i żołnierzy polskich.
Wróciła do Polski po odzyskaniu niepodległości. Od 1919 przez kilka lat była wiceprezesem warszawskiego oddziału Narodowej Organizacji Kobiet. Wznowiła w swym mieszkaniu przy ul. Kredytowej cotygodniowe spotkania wybitnych ludzi. W okresie międzywojennym nabrały one dużego znaczenia. W jej salonach bywali znani politycy jak: Roman Dmowski, Stanisław Wojciechowski, Kajetan Dzierżykraj-Morawski, wybitni uczeni, m.in. Tadeusz Zieliński i Józef Ujejski, a przede wszystkim świat literacki: Maria Dąbrowska, Kazimiera Iłłakowiczówna, Jarosław Iwaszkiewicz, Jan Lechoń, Kazimierz Wierzyński, Tadeusz Pruszkowski czy Pia Górska.  W 1921 współdziałała w założeniu i prowadzeniu taniej kuchni dla niezamożnej inteligencji warszawskiej zlokalizowanej w Alejach Jerozolimskich. Była współinicjatorką założenia Towarzystwa Pomocy Powołaniom Kapłańskim (późniejsze Polskie Towarzystwo Tomasza z Akwinu). Została przewodniczącą tego towarzystwa i w jej mieszkaniu odbywały się zebrania zarządu. Miało ono na celu ułatwienie wyjazdu młodym księżom na wyższe studia do Rzymu. W latach 30. publikowała felietony w „Gazecie Świątecznej", „Małym Dzienniku" i innych czasopismach, czasem pod pseud. Krempski.
W czasie okupacji niemieckiej przebywała w Warszawie. Urządzała nadal, choć w mniej licznym gronie, spotkania towarzyskie. W czasie powstania warszawskiego zostało spalone jej mieszkanie wypełnione licznymi dziełami sztuki. Po powstaniu krótko mieszkała w Skierniewicach. W 1946 przeniosła się do Warszawy. Nie mając środków do życia, została przyjęta do przytułku fundacji jej teścia Feliksa Sobańskiego, prowadzonego przez Siostry Felicjanki, gdzie zmarła. Została pochowana na cmentarzu Powązkowskim (kwatera 159-3-1,2,3). 

## Rodzina
Była córką polityka Konstantego Górskiego i Julii z książąt Golicynów h. Pogoń Litewska. Jej dziadem ojczystym był generał Franciszek Górski, a macierzystym muzyk i książę Siergiej Golicyn. 10 lutego 1886 w kościele św. Krzyża w Warszawie wyszła za mąż za hrabiego Kazimierza Sobańskiego h. Junosza. Małżeństwo było bezpotomne. Adoptowała swego bratanka Pawła Górskiego, syna Pawła i Gabrieli z Kossakowskich.

## Ordery i odznaczenia[2]
- Krzyż Oficerski Orderu Odrodzenia Polski
- Krzyż Pro Ecclesia et Pontifice
- Złoty Krzyż Zasługi